# Maracandus
Maracandus is een geslacht van hooiwagens uit de familie Assamiidae.
De wetenschappelijke naam Maracandus is voor het eerst geldig gepubliceerd door Simon in 1879. 

## Soorten
Maracandus omvat de volgende 2 soorten:
- Maracandus macei
- Maracandus monhoti